# 沈晓卫
沈晓卫是一位中国计算机科学家，现任IBM中国研究院院长，IBM大中华区首席技术官。

## 生平
1986年本科毕业于中国科学技术大学计算机科学系，后获美国麻省理工学院电子工程与计算机科学博士学位。沈博士的研究领域包括计算机系统结构，计算机软硬件协同设计，大数据，云计算，以及与认知计算有关的技术创新。沈晓卫博士领导了IBM关于物联网的全球技术展望。后来在IBM T. J. Watson研究中心任研究员, 从事存储器系统与服务器网络的研究。就职于IBM中国研究院之前，
通过与国内外合作伙伴的开放创新合作，IBM中国研究院致力于面向未来并助力社会发展的技术创新与商业开拓。研究方向涵盖认知技术及其在大数据时代的应用、云计算平台与基础架构、物联网技术与行业应用，以及新一代信息技术在能源、环境、医疗、金融等领域的创新与应用。
沈晓卫博士是北京大学客座教授、南开大学客座教授和哈尔滨工业大学兼职博士生导师。